# Zwiesel
Zwiesel (pronunciación en alemán: /ˈt͡sviːzl̩/ⓘ) es una ciudad situada en el distrito de Regen, en el estado federado de Baviera (Alemania), con una población a finales de 2016 de unos 9500 habitantes.
Se encuentra ubicada al este del estado, en la región de Baja Baviera, en el bosque bávaro cerca de la orilla del Río Regen —un afluente izquierdo del Danubio— y de la frontera con República Checa.